# První lidé

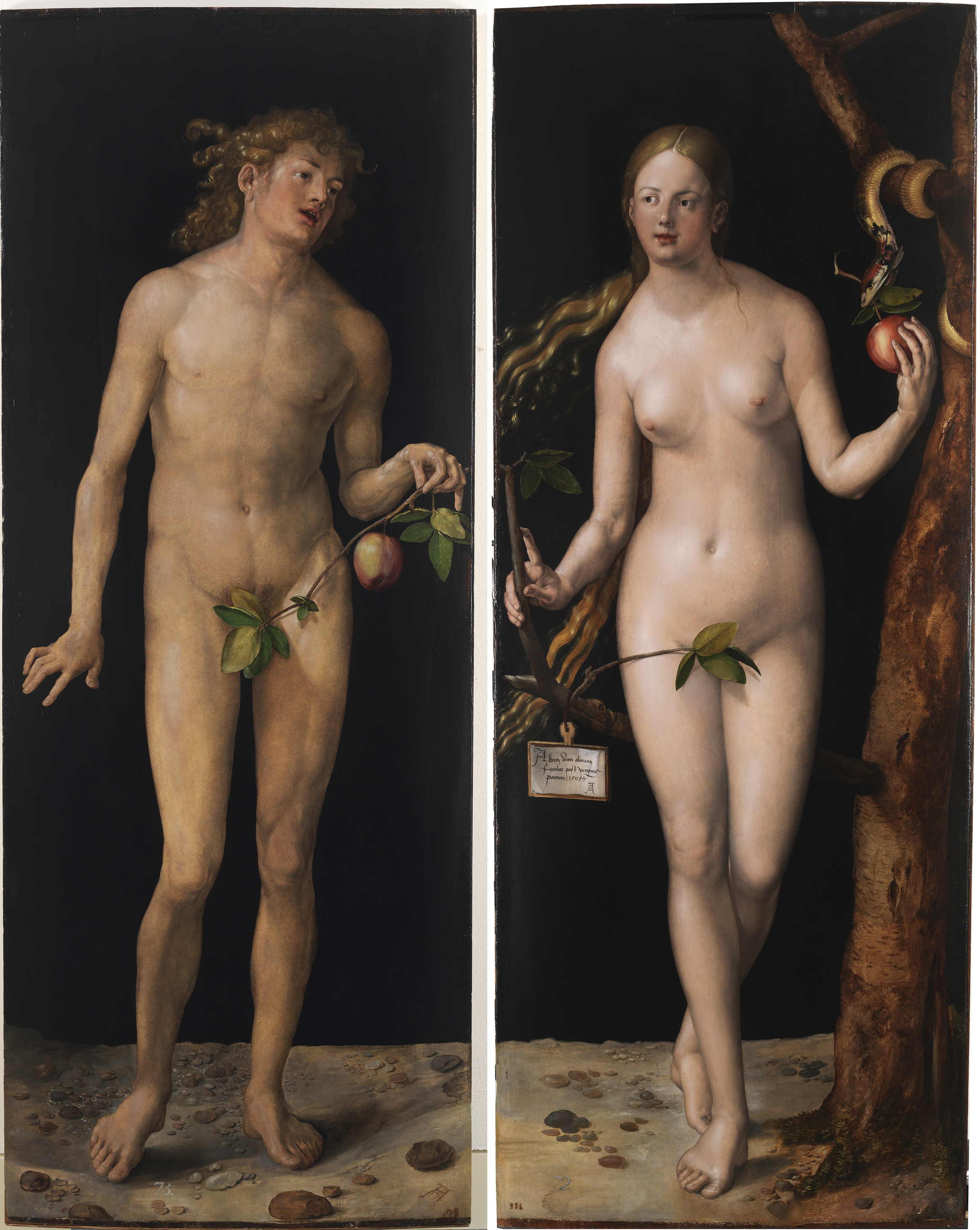
Albrecht Dürer: Adam a Eva, 1507

První lidé, někdy označování řeckým termínem prótoplastoi (πρωτόπλαστοι, plurál πρωτόπλαστος „prvo-stvoření“) jsou v různých mytologiích první stvoření či vzniklí lidé, případně jde o člověka či lidi kteří dali vzniknout lidstvu po nějaké katastrofě jako je potopa světa.

## Abrahámovská mytologie
- Adam a Eva, případně Lilith
- Noe a jeho rodina
- kabalistický Adam Kadmon
- mandejský Adam kasia „skrytý Adam“ a Adam pagria „tělesný Adam“

## Řecká mytologie
- první žena Pandóra
- Deukalión a Pyrrha, předci lidstva po potopě

## Germánská mytologie
- severští Ask a Embla
- severští Líf a Lífthrasir, předci lidstva po ragnaröku
- první člověk a předek Germánů Tuisto

## Zarathuštrismus
- Gajómart, první člověk
- Mašja a Mašjánag, první lidský pár

## Hinduismus
- Manu a Šatarúpa
- Jama a Jamí, první smrtelníci

## Aboridžinské náboženství
- Wurugag a Waramurungundi